# Mila Kogej
Mila Kogej (Černivec-Štagljar), slovenska operna in koncertna pevka ter gledališka igralka, * 2. september 1903, Idrija, † 22. maj 1982, Ljubljana.
Glasbo in šolo petje je študirala na glasbeni šoli Glasbene matice v Ljubljani pri Mateju Hubadu v letih  1919 in 1920, pozneje še na Akademiji za glasbo v Zagrebu pri Nadi Eder-Bertić, kjer je leta 1928 diplomirala. Med leta 1921 in 1925 je nastopala pri Slovenskem narodnem gledališču Maribor v dramskih in operetnih predstavah, od leta 1929 do upokojitve leta 1958 je bila članica ansambla Ljubljanske drame kot mezzosopranistka. Interpretirala je več kot 150 standardnih opernih vlog, najbolj odmevne so bile Carmen (G. Bizet, Carmen), Končakovna (A. Borodin, Knez Igor), Kraljica Sabe (K. Goldmark, Sabska kraljica), Vešča-hrustalka (E. Humerdinck, Janko in Metka), Santuzza (P. Mascagni, Cavalleria rusticana), Charlotte (J. Massenet, Werther), Nikolaj (J. Offenbaoh, Hoffmannove pripovedke), Evdoksija (O. Respighi, Plamen), Ljudmila (B. Smetana, Prodana nevesta), Maršalica (R. Strauss, Kavalir z rožo), Amneris (G. Verdi, Aida), Azucena (G. Verdi, Trubadur; to vlogo je pela 104 krat), Ortruda (R. Wagner, Lohengrin) in druge vloge Wagnerjevih glasbenih dram.